# Metepa
Metepa é um quimioesterilizante, com a capacidade de restringir o desenvolvimento ovariano. Metepa também pode resultar em carcinogênese, em particular na formação de teratomas. Às vezes é usado como propelente de foguete.